# دائرة سفيزف
دائرة سفيزف دائرة جزائرية في ولاية سيدي بلعباس شمال غرب الجزائر. أهم بلدياتها بلدية سفيزف.
النشأة
يرجع أصل سكان مدينة سفيزف إلى القبائل القديمة المسماة «أولاد سليمان» وقبائل مهاجة بالمسيد التي انقسمت الي عدة دواوير، وهي موجودة حتى الآن بضواحي مدينة سفيزف مثل بني تالة، القلامين، بوجبهة والمسيد الــخ
وبدأت تظهر أولى المجمعات السكنية منذ 1870 حول بساتين التين وثمار السفيزف، وكانت معروفة خاصة لدى عابري الطريق من بلعباس إلى معسكر
و منذ 1875 أقيمت أولى المستوطنات الفرنسية التي أطلق عليها الاستعمار اسم «مارسي لاكومب» تكريما لأحد رجالات الدولة الفرسين الذين كانوا متواجدين بالجزائر
و في أواخر القرن التاسع عشر وبداية القرن العشرين تشكلت المدينة بأحيائها الأوروبية والعربية، وظهرت أولى البنايات التي لازالت موجودة لحد الآن مثل مقر البلدية والكنيسة «مسجد النجاح حاليا» ومدرسة الفتيات «مدرسة مقدم ميلود حاليا» و
بعد الاستقلال 1962 أعيد لها اسمها القديم «سفيزف» وهو اسم لشجيرات فاكهة على شكل حبيبات صغيرة وفي سنة 1974 تحولت إلى مقر دائرة حتى يومنا هذا
رئيس البلدية الحالي صحوري محمد 2012/2017